# Муравьёв, Дмитрий Витальевич
Дмитрий Витальевич Муравьёв – родился 16.01.1967 в Алматы, закончил школу в 1984 году, за год до этого начал заниматься альпинизмом в альпинистском клубе АДК (Алматинский домостроительный комбинат) у тренера Юрия Давыдовича Черепинского, служил в рядах Советской Армии в 1985-1987гг.
Первые высотные восхождения: в 1988 году – пик Ленина (7134м); затем Хан-Тенгри (7010м). В 1993 году перешел в команду Центрального спортивного клуба армии САВО под руководством Е.
Т. Ильинского, для участия в подготовке к зимнему восхождению на пик Е. Корженевской (7105м). Является мастером спорта международного класса (за зимнее восхождение в 1995 году на пик Манаслу 8163м), заслуженный мастер спорта РК по альпинизму (звание присвоено в 1997 году за восхождение на пик Эверест 8848м), инструктор первой (высшей) категории по альпинизму, имеет высшее физкультурное образование КазАСТ (Казахская Академия Спорта и Туризма).
Из значимых высотных восхождений – это зимние восхождения: пик Манаслу 8163м в 1996 году (08.12.1995, Газета ВЕЧЕРНИЙ АЛМАТЫ номер 6 (8357) 15.01.1996)
- траверс Кырлытау-Мраморная стена 6400 м. в 2001 году;[2]

- пик Хан-Тенгри 7010м в 2002 году;[3]

- попытка восхождения на пик Победы 7495м в 2015 году;[4]
- пик Мраморная стена 6400м в 2016 году[5] пик Ленина 7134м в 2017 году;[6]
- попытка восхождения на К2 8611м в 2019 году[7]

Из летних высотных восхождений:
пик Эверест 8848м 20.05.1997 – по СВ гребню через С седло;
пик Победы 7495м - 3 раза; пик Ленина 2 раза;
пик Хан-Тенгри 7 раз;
пик Мраморная стена 5 раз. Один из основателей и старший тренер Школы альпинизма «Тау Намыс» (в переводе с казахского языка – «Горная честь»), где производится обучение по 4-ем программам:
начальная подготовка на значок «Альпинист Казахстана»; на 3-й разряд; на 2-й разряд; на 1-й разряд.
Правительственные награды:
Медаль «Ерлiгi ушiн» (№ 380 за восхождение на пик Эверест в составе Национальной сборной команды Республики Казахстан по альпинизму).
Интересный факт о Д.В. Муравьеве:
Автор исторического фото, размещенного на марке 1998 года «Казахстанские альпинисты на вершине Эвереста», посвященной восхождению первой сборной Республики Казахстан в 1997 году (на фото Д. Греков, фотоаппарат Смена 8М).